# Фуллмер, Джин
Ло́уренс Джин Фу́ллмер (англ. Lawrence Gene Fullmer; 21 июля 1931, Уэст-Джордан — 27 апреля 2015, там же) — американский боксёр средней весовой категории. Выступал на профессиональном уровне в период 1951—1963 годов, владел титулом чемпиона мира и титулом чемпиона Национальной боксёрской ассоциации. Член Международного зала боксёрской славы.

## Биография
Джин Фуллмер родился 21 июля 1931 года в городе Уэст-Джордан, штат Юта. На профессиональном ринге дебютировал в возрасте двадцати лет, выступал под руководством местного менеджера Марва Дженсона, наставника, который помогал многим молодым боксёрам Уэст-Джордана.
В течение четырёх лет одержал 29 побед подряд, в том числе взял верх над будущим чемпионом мира Полом Пендером. Первое в карьере поражение потерпел в апреле 1955 года, единогласным решением судей от малоизвестного соотечественника Гила Тёрнера. Уже в следующем поединке он взял у Тёрнера реванш, затем выиграл ещё два боя, однако затем последовала череда из двух проигрышей.
К началу 1957 года Фуллмер имел внушительный послужной список из 37 побед и всего лишь трёх поражений. Благодаря череде удачных выступлений он получил шанс оспорить титул чемпиона мира в среднем весе, который на тот момент принадлежал знаменитому Шугар Рэй Робинсону. Их поединок продлился все пятнадцать раундов, претендент Фуллмер выглядел лучше титулованного Робинсона, и все судьи единогласно отдали ему победу. В том же году между ними был организован матч-реванш, и Робинсон забрал обратно свой чемпионский пояс, отправив Фуллмера в нокаут на второй минуте пятого раунда.
Лишившись титула, Джин Фуллмер продолжил выходить на ринг, одержал ещё девять побед подряд, а в августе 1959 года завоевал вакантный титул чемпиона мира по версии Национальной боксёрской ассоциации (НБА), победил другого претендента Кармена Базилио техническим нокаутом в четырнадцатом раунде — их драматичный поединок был признан лучшим боем года по версии журнала «Ринг».
Впоследствии Фуллмер защитил полученный чемпионский пояс семь раз, в период чемпионства победил таких известных боксёров как Спайдер Уэбб, Джои Джарделло, Флорентино Фернандес, Бенни Парет. Дважды защитил титул в противостоянии с Шугар Рэй Робинсоном. Их поединок в 1960 году продлился все пятнадцать раундов и окончился спорным решением, большинство экспертов считали победителем Робинсона, однако судьи зафиксировали ничью. Год спустя прошёл уже четвёртый поединок между этими бойцами, на сей раз Фуллмер выглядел явно лучше и победил единогласным решением судей.
Когда в 1962 году Национальная боксёрская ассоциация была переименована во Всемирную боксёрскую ассоциацию (ВБА), новый чемпионский пояс в средней весовой категории разыграли Джин Фуллмер и представитель Нигерии Дик Тайгер. Тайгер одержал победу по очкам единогласным решением и стал таким образом новым чемпионом. В 1963 году они снова вышли на ринг друг с другом, этот поединок закончился ничьей, и пояс остался у нигерийца. В том же году прошёл и третий их бой (здесь также на кону стоял титул чемпиона мира по версии Всемирного боксёрского совета), на сей раз Дик Тайгер победил техническим нокаутом за семь раундов. Вскоре после этого поражения Фуллмер принял решение завершить спортивную карьеру. В общей сложности на профессиональном уровне он провёл 64 боя, из них 55 выиграл (в том числе 24 досрочно), 6 проиграл (2 досрочно), в трёх случаях была зафиксирована ничья. В 1991 году включён в Международный зал боксёрской славы.
Умер 27 апреля 2015 года в родном Уэст-Джордане в окружении друзей и родственников.